# Chiêu Vũ
Chiêu Vũ là một xã thuộc huyện Bắc Sơn, tỉnh Lạng Sơn, Việt Nam.
Xã Chiêu Vũ có diện tích 16,56 km², dân số năm 1999 là 2.048 người, mật độ dân số đạt 124 người/km².
Theo thống kê năm 2019, xã Chiêu Vũ có diện tích 16,56 km², dân số là 2.383 người, mật độ dân số đạt 144 người/km².